# Ilhas Anambas
As Ilhas Anambas (em indonésio:  Kepulauan Anambas) são um arquipélago da Indonésia, localizado no Mar da China Meridional entre as duas partes principais da Malásia e Calimantã (a área da ilha de Bornéu que pertence à Indonésia). O grupo de ilhas faz parte do arquipélago de Riau, e por vezes é incluído no mais vasto arquipélago das ilhas Natuna.
As Anambas têm uma grande reserva de gás natural, que é exportado para Singapura e para a Malásia. A ilha Matak é a principal para a exploração destes recursos.
Outras ilhas são Siantan (Tarempa), Mubur, Jemaja e Kiabu (Airabu).

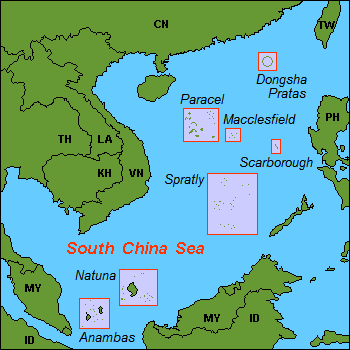
Localização dos arquipélagos principais no Mar da China Meridional, entre eles as ilhas Anambas.